# Киселёв, Степан Герасимович
Степан Герасимович Киселёв (20 марта (1 апреля) 1863 — после 1917) — самарский земский деятель, член III Государственной думы от Самарской губернии.

## Биография
Православный. Потомственный почётный гражданин. Землевладелец Бузулукского уезда (1800 десятин).
Образование получил в уездном училище. Занимался сельским хозяйством и торговлей. В течение многих лет избирался гласным Бузулукской городской думы, Бузулукского уездного и Самарского губернского земских собраний. После провозглашения Октябрьского манифеста 1905 года вступил в Союз 17 октября. Был главным пайщиком типографии и газеты «Голос Самары». Некоторое время состоял членом губернской землеустроительной комиссии по выборам от земства.
В 1907 году был избран членом III Государственной думы от Самарской губернии. Входил во фракцию октябристов. Состоял членом комиссий: финансовой, по городским делам, продовольственной, по делам православной церкви, а также по исполнению государственной росписи доходов и расходов.
По окончании срока полномочий Государственной думы продолжил земскую деятельность в Самарской губернии, также состоял агентом 1-го Российского страхового общества в Бузулуке и председателем городского купеческого банка.
Судьба после 1917 года неизвестна.